# Аппарат безвоздушного распыления

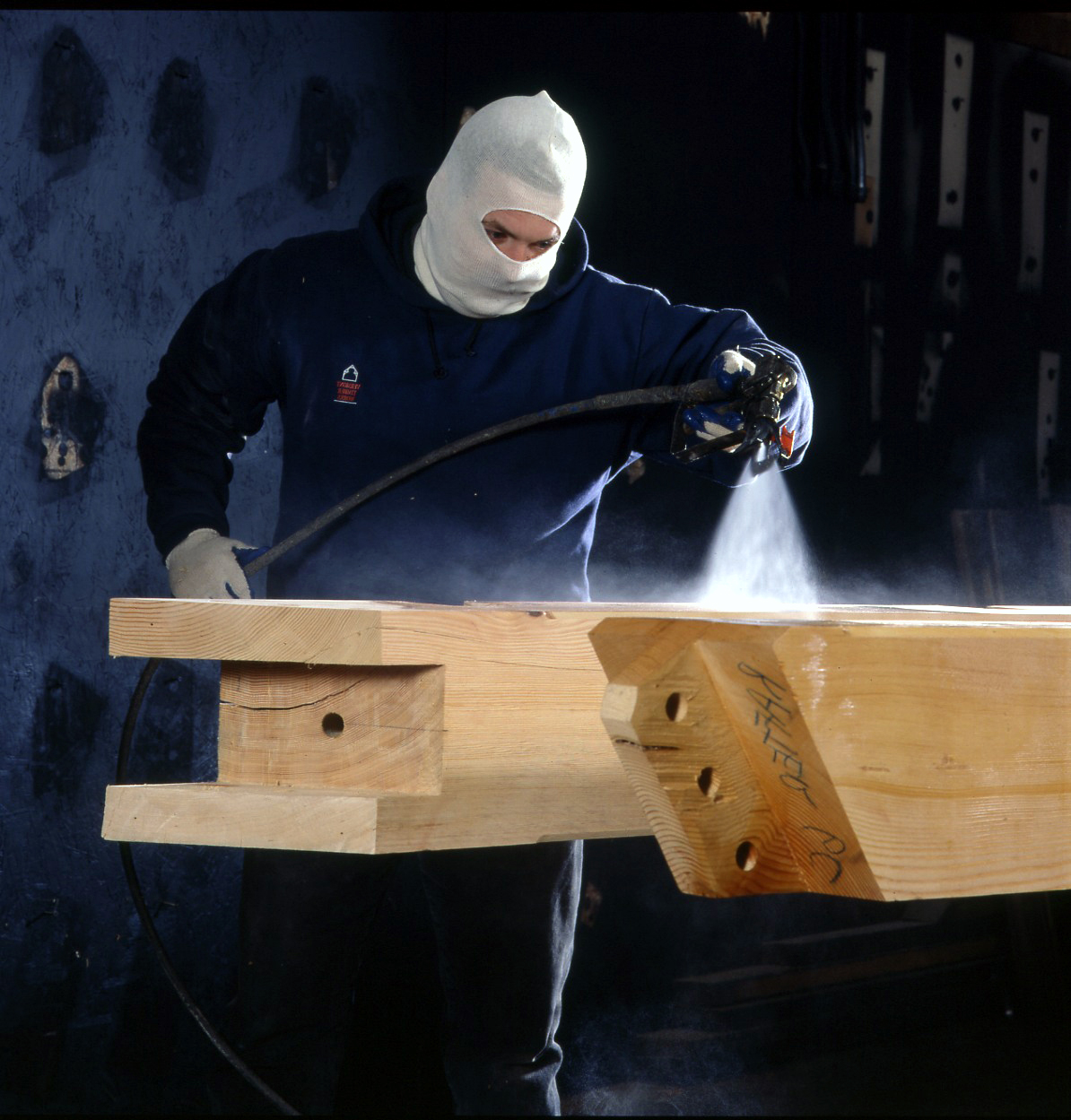
Нанесение уретанового покрытия на деревянную конструкцию.

Окрасочные аппараты безвоздушного распыления — это высокопроизводительное оборудование для нанесения лакокрасочных материалов использующее метод безвоздушного распыления. Принцип работы заложен в дроблении жидкости при выходе через сопло с большой скоростью на поверхность и дальнейшем оседании распылённых частиц ЛКМ на поверхности. Такой способ окраски позволяет значительно снизить расход лакокрасочных материалов (в сравнении с пневматическим методом) благодаря значительному уменьшению выброса лишней краски наружу, туманообразования.
Окрасочные аппараты безвоздушного распыления используются в промышленном и гражданском строительстве. Окрасочные аппараты используют для нанесения большинства лакокрасочных материалов: латексных и акриловых красок, алкидных, высоковязких эпоксидных составов, шпатлевок (при условии, что шпатлевка наносится безвоздушным способом), огнезащитных покрытий, безабразивных штукатурок и фактурных покрытий  и антикоррозионных покрытий. Исключение составляют материалы с содержанием песка, цемента, побелки, каменной муки и составы с высоким содержанием наполнителя. Безвоздушное распыление позволяет качественно нанести высоковязкие материалы, обеспечивая высокую производительность и экономичность.
Принцип работы аппаратов безвоздушного распыления заключается в том, что насос, приводимый в действие двигателем, подает краску по окрасочному шлангу к краскораспылителю. Лакокрасочный материал, проходящий через сопло малого диаметра под высоким давлением, дробится на микроскопические частицы и попадает на окрашиваемую поверхность.
Аппарат безвоздушного распыления используется для ускорения малярных работ. Этой же цели служат штукатурные станции, окрасочные пистолеты и малярные лампы.

## Тип привода
В зависимости от используемой для привода двигателя энергии окрасочные аппараты безвоздушного распыления подразделяют: на аппараты безвоздушного распыления с пневмоприводом, с электроприводом и с бензоприводом.

### Пневматический привод
Аппараты безвоздушного распыления с пневмоприводом наиболее распространены в промышленных отраслях — машиностроении, деревообработке, при окраске крупногабаритных изделий в условиях недостаточной вытяжки, судостроении и т. п. Преимущество пневмопривода заключается в полном отсутствии проводов и других электрических элементов, что позволяет работать в закрытых помещениях, соблюдая все нормы пожаро- и взрывобезопасности.

### Электрический привод
Установки с электроприводом, как правило, малогабаритные и мобильные. Предназначены для ремонтных и строительных работ: от косметических отделочных работ (в том числе интерьеров), до строительно-отделочных работ большого объема, с возможностью подключения второго и третьего краскопульта. Есть также версии высокопроизводительных безвоздушных аппаратов с электроприводом, которые применяются в промышленном и гражданском строительстве, при выполнении фасадных и интерьерных работ, для нанесения латексных и акриловых красок, высоковязких эпоксидных составов, шпаклевок, огнестойких покрытий, штукатурок и фактурных покрытий. Преимущество электропривода заключается в малых габаритах и мобильности. Недостатком подобного привода является невозможность работ в пожаро- и взрывоопасных средах.

### Бензиновый привод
Окрасочное оборудование с бензиновым приводом обладает достаточной мощностью (от 4 л.с) привода производительного насоса. Бензиновый двигатель обладает несколькими достоинствами, главным из которых является автономность, то есть он позволяет проводить покрасочные работы где нет возможности подключения к электричеству или (для пневмодвигателей) трудоемко подать компрессор к месту проведения работ (нет дорог, пересеченная местность, при окраске трубопроводов, кранов, задвижек при переизоляции трубопроводов в полевых условиях). К недостаткам окрасочного аппарата безвоздушного распыления с бензоприводом можно отнести необходимость использования топлива и отвода выхлопных газов, если окрасочные работы ведутся в закрытом помещении, а также невозможность проведения работ в пожаро- и взрывоопасных средах.

## Основные производители
Среди основных производителей аппаратов безвоздушного распыления стоит упомянуть американскую фирму Graco (изобретатель метода безвоздушного распыления), немецкие фирмы Wiwa (Wilhelm Wagner GmbH), J. Wagner GmbH, французскую Samec Kremlin-Rexon, итальянские Larius SRL,  CMC SRL, испанскую SAGOLA S.A., китайские AktiSpray, ASPro и HYVST.